# Cianotriquita
La cianotriquita, también conocida como lettsomita, es un mineral  del grupo VI (sulfatos) según la clasificación de Strunz. Es un sulfato cúprico-alumínico básico que forma costras aterciopeladas de color azul, constituidas por cristales en forma de rombo. Se encuentra en forma natural en el sur de Francia y en Moldavia.
Es un mineral de cobre secundario que se encuentra en las zonas con baja densidad de oxidación de los yacimientos de cobre.
Es extremadamente similar a la carbonatocianotriquita, tanto que son imposibles de distinguir si no es con la ayuda de rayos X.

## Historia

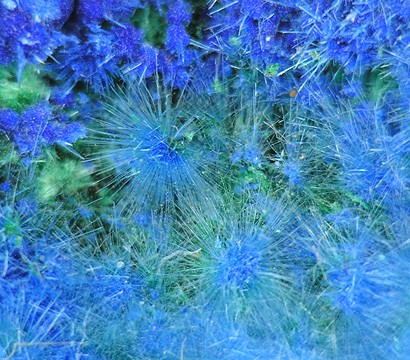
Cianotita (Arizona)

El primer estudio se realizó sobre una muestra de Moldova Nouă por Abraham Gottlob Werner en 1808. Sin embargo, fue la descripción de Ernst Friedrich Glocker  que fue la referencia en 1839. Fue nombrado del antigua griego  κυανός o del latín  cyaneus  (azul oscuro) y del antiguo griego θρίξ, θριχός (pelo, piel) o sea 'pelo azul', que es el hábito más común para este mineral.